# 维库尼亚·麦肯纳大道

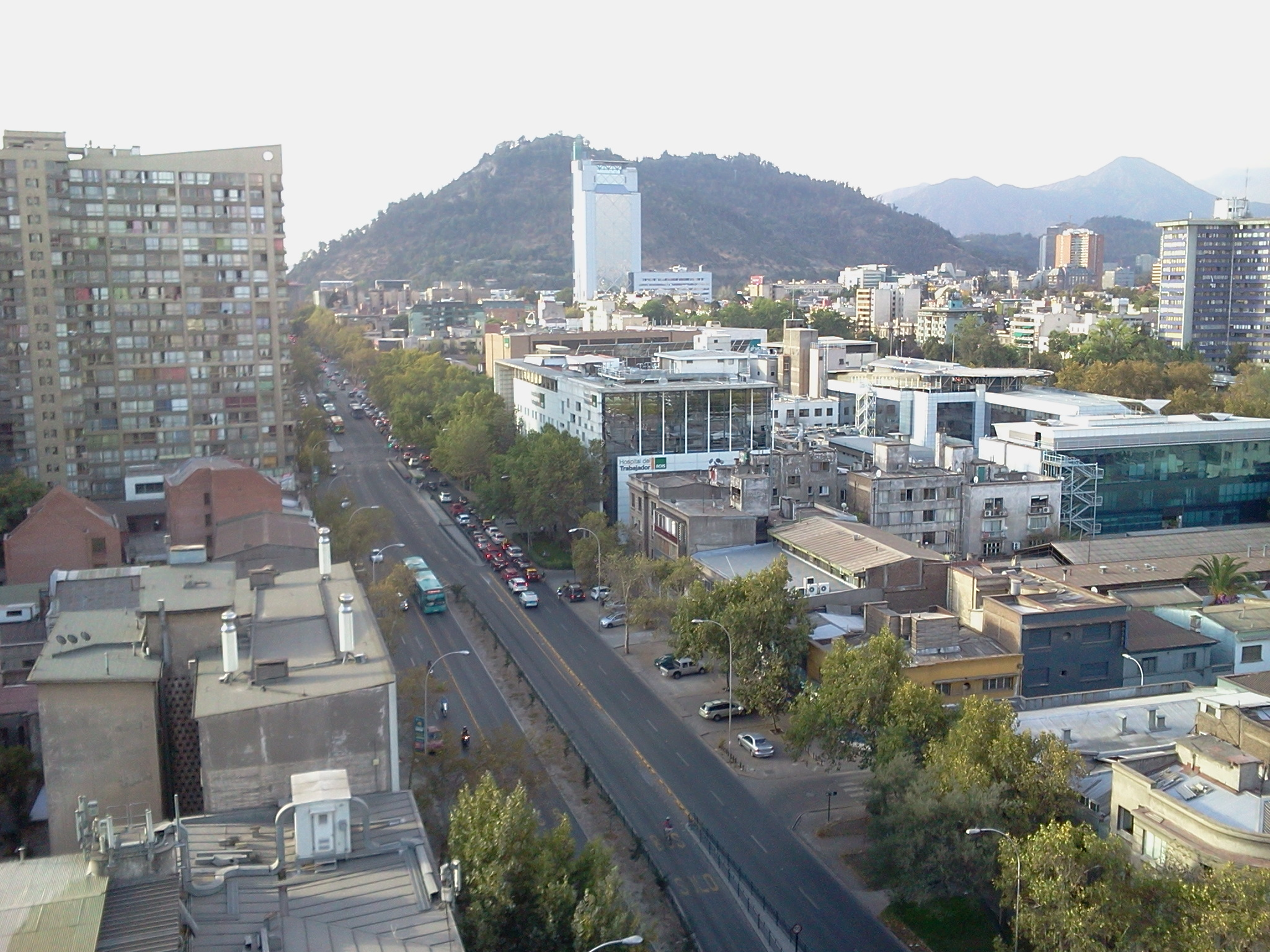
维库尼亚·麦肯纳大道

维库尼亚·麦肯纳大道（西班牙語：Avenida Vicuña Mackenna）是智利圣地亚哥的一條道路，连接圣地亚哥市中心与较远的市郊区域，如拉弗罗里达和上普恩特等市镇。
维库尼亚·麦肯纳大道起于意大利广场与阿拉梅达大街的交汇处，向南延伸至上普恩特市镇，在那里其名称变为“贡查和托罗大道”。这条大道穿过圣地亚哥、普罗维登西亚、纽尼奥阿、圣华金、马库尔和拉弗罗里达等多个市镇，并与城市高速公路“贝斯普西奥南高速公路”相交。
目前，这条道路沿线设有圣地亚哥地铁5号线，直至文森特·巴尔德斯站，之后由地铁4号线继续延伸至普恩特阿尔托广场站。
该道路最初源于圣地亚哥市长本哈明·维库尼亚·麦肯纳提出的一个项目，旨在围绕圣地亚哥建设一条环形道路，称为“腰带路”。维库尼亚·麦肯纳的故居现已改建为纪念他的博物馆。